# Kamnik (priimek)
Kamnik je priimek v Sloveniji, ki ga je po podatkih Statističnega urada Republike Slovenije na dan 1. januarja 2010 uporabljalo 167 oseb.

## Znani nosilci priimka
- Adrijana Kamnik, pevka iz Črne na Koroškem
- Andrej Kamnik, akad. slikar, oblik. vizualnih komunikacij, filmar?
- Lidija Rezoničnik Kamnik, polonistka, literarna zgodovinarka
- Matevž Kamnik (*1987), odbojkar, trener
- Milan Kamnik (*1957), glasbenik kantavtor in pevec zabavne glasbe
- Mojca Kamnik, pevka, prof. glasbe
- Rok Kamnik, geodet, doc. FAGG UM
- Roman Kamnik, elektrotehnik, robotik, univ. prof.